# Gunnel Vallquist
Gunnel Vallquist (Stoccolma, 19 giugno 1918 – Stoccolma, 11 gennaio 2016) è stata una scrittrice e traduttrice svedese.
La sua opera magna è considerata la traduzione del romanzo Alla ricerca del tempo perduto di Marcel Proust. Di formazione cattolica, fu autrice di numerosi saggi e volumi su temi religiosi. Fu un'importante testimone del Concilio Vaticano II, che raccontò sotto forma di reportage tra il 1964 e il 1966.

## Biografia
Gunnel Vallquist nacque a Stoccolma nel 1918, figlia del tenente colonnello Johan Gunnar Vallquist (1892-1938) e della traduttrice Lily Söderberg Vallquist (1897-1986). Ebbe una sorella minore, Anne-Marie Edéus (1921-2013), anch'ella traduttrice. Nel 1936, appena diciottenne, Gunnel sposò il militare Folke Diurlin; la coppia si separò nel 1939 e la donna non si risposò mai più.
Studiò lingue romanze, storia della letteratura e lingue germaniche settentrionali presso l'Università di Uppsala, conseguendo un Master of Philosophy nel 1946. Al termine degli studi, si trasferì in Francia, dove venne in contatto con lo scrittore Sven Stolpe, che la introdusse nell'ambiente letterario.
Convertitatasi al cattolicesimo, scrisse per alcune riviste e fu in seguito una firma della sezione culturale dei quotidiani Dagens Nyheter e Svenska Dagbladet. Si occupò di promuovere la letteratura francofona in Svezia e a partire dal 1950 tradusse il famoso romanzo di Marcel Proust Alla ricerca del tempo perduto. Gunnel Vallquist vi lavorò per oltre vent'anni, producendo un risultato finale che fu fortemente apprezzato dalla critica. Sue furono anche le versioni in lingua svedese de La prima radice di Simone Weil e Memorie di Adriano di Marguerite Yourcenar.
Negli anni cinquanta soggiornò per qualche tempo a Roma; durante questo periodo, scrisse una biografia del politico democristiano Giorgio La Pira. Divenne una nota saggista, occupandosi prevalentemente di tematiche politiche e teologiche; in particolare, viene ricordata come un'accanita sostenitrice dell'ecumenismo. Fu autrice di una serie in quattro volumi intitolata Dagbok från Rom (Diario da Roma), che venne pubblicata tra il 1964 e il 1966 e trattava in forma di reportage i temi salienti del Concilio Vaticano II, che lei stessa vedeva come un rinnovamento della Chiesa cattolica. Fu una delle poche donne che seguirono da vicino il Concilio.
Nel 1982, Gunnel Vallquist venne eletta membro dell'Accademia svedese, succedendo al defunto Anders Österling nel seggio 13; la notizia le giunse mentre si trovava negli Stati Uniti d'America per partecipare ad uno sciopero della fame insieme ad un gruppo di suore a favore del disarmo nucleare, in segno di protesta verso le politiche dell'allora Presidente Ronald Reagan. Fu la quarta donna a divenire membro dell'Accademia. Nel 1981 era stata insignita del titolo onorifico di professore. Restò membro dell'Accademia fino alla morte, sopraggiunta nel gennaio del 2016, all'età di novantasette anni. Il suo seggio venne occupato da Sara Stridsberg, primo caso in cui una donna fu succeduta da un'altra.

## Opere

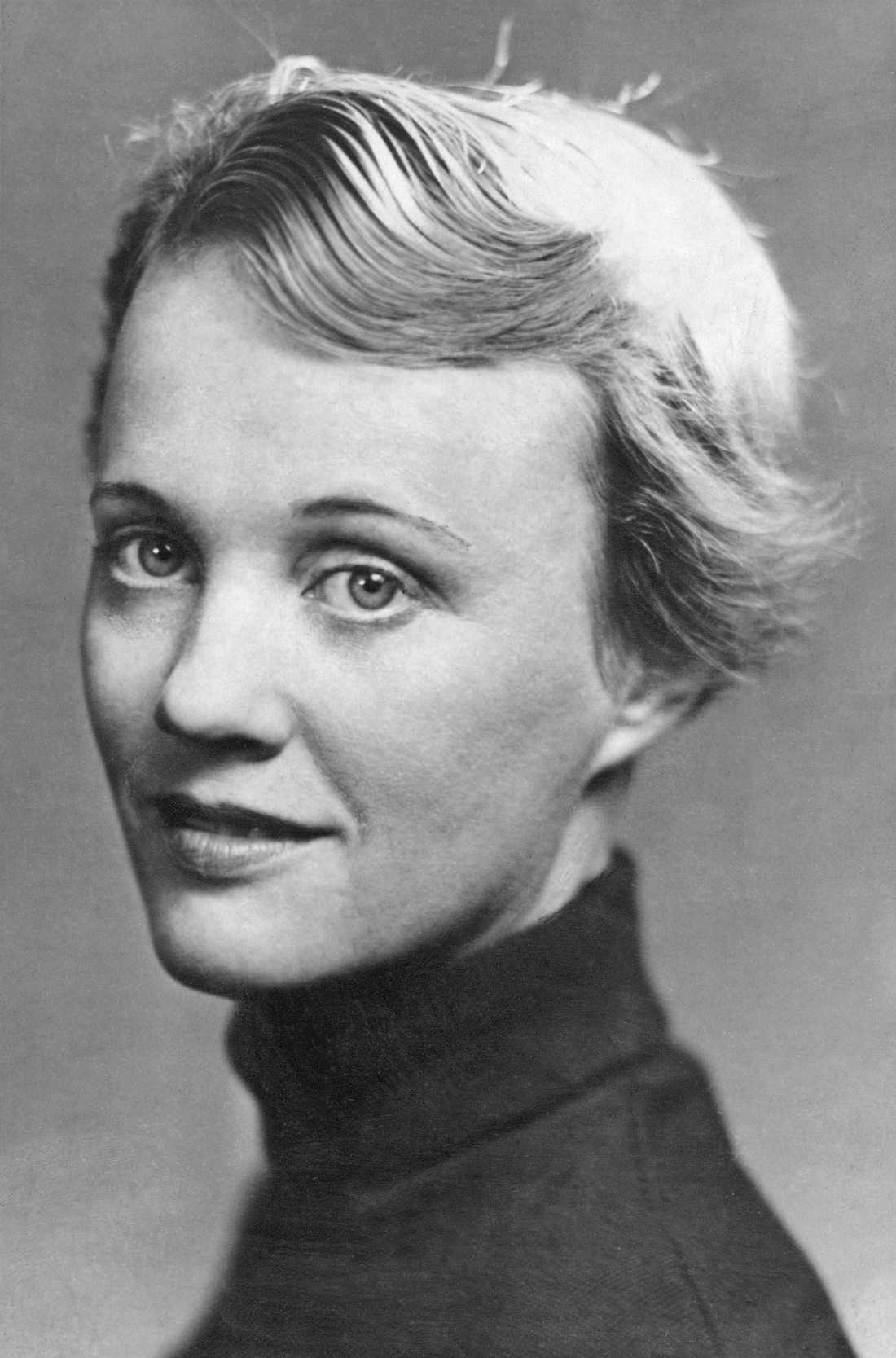
Gunnel Vallquist nel 1954

- Vägar till Gud, Stoccolma, Bonnier, 1960.
- Den oförstådda kärleken, Stoccolma, Bonnier, 1961.
- Något att leva för, Stoccolma, Bonnier, 1956.
- Giorgio La Pira: borgmästare och profet, Stoccolma, 1957.
- Ett bländande mörker, Stoccolma, Bonnier, 1958.
- Till dess dagen gryr: anteckningar 1950-1958, Stoccolma, Bonnier, 1959.
  -  Herre, låt mig få brinna: anteckningar 1950-1958, Skriftserien Silentium, 1650-8149 ; 5, Sturefors, Silentium, 2009, ISBN 9789197403993.
- Helgonens svar, Stoccolma, Bonnier, 1963.
- Dagbok från Rom, Stoccolma, Bonnier, 1964-1966.
  -  Del 1, Journalistminnen från Vatikankonciliet, Stoccolma, Bonnier, 1964.
  -  Del 2, Reformation i Vatikanen?, Stoccolma, Bonnier, 1964.
  -  Del 3, Kyrkligt, världsligt, kvinnligt, Stoccolma, Bonnier, 1965.
  -  Del 4, Uppbrott, Stoccolma, Bonnier, 1966.
- Uppbrott, Stoccolma, 1966.
- Kyrkor i uppbrott, Dialog, 99-0110500-5 ; 4, Stoccolma, Verbum, 1968.
- Följeslagare: [essayer], Stoccolma, Bonnier, 1975, ISBN 9100400211.
- Morgon och afton, Stoccolma, Proprius, 1976, ISBN 9171182276.
- Anders Österling: inträdestal i Svenska akademien, Inträdestal / Svenska akademien, 0346-7759, Stoccolma, Norstedt, 1982, ISBN 9118233910.
- Sökare och siare: essayer, Stoccolma, Bonnier, 1982, ISBN 9100457310.
- Steg på vägen, Stoccolma, Bonnier, 1983, ISBN 9100460168.
- Notiser om Franska akademien, 1985.
- Helena Nyblom, Svenska akademiens handlingar från år 1986 ; 9, Stoccolma, Norstedt, 1987, ISBN 9118731325.
- Katolska läroår: Uppsala-Paris-Rom, Stoccolma, Bonnier, 1995, ISBN 9100561266.
- Ikoner från Novgorod till Ishavet: [en utställning producerad av Bildmuseet, Umeå universitets museum, i samarbete med Umeå kommun, 28 augusti-13 november 1994], Stoccolma, Raster, 1994, ISBN 9187214512.
- Vad väntar vi egentligen på?: texter om kristen enhet 1968-2002, Stoccolma, Cordia, 2002, ISBN 9170852626.
- Texter i urval / redaktör: Peter Halldorf, Stoccolma, Cordia, 2008, ISBN 9789152632093.

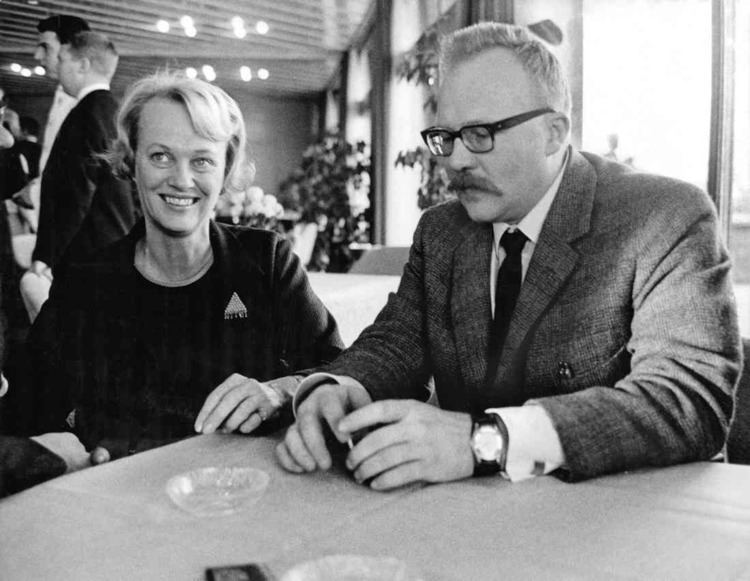
Gunnel Vallquist con Jan Myrdal nel 1966

### Traduzioni
- Georges Bernanos: Den våldtagna (Nouvelle histoire de Mouchette) (Norlin, 1948)[18]
- Paul Valéry: Descartes (Bonnier, 1950)[19]
- Georges Simenon: Min vän kommissarie Maigret (Mon ami Maigret) (Bonnier, 1952)
- Marguerite Yourcenar: Kejsar Hadrianus' minnen (Mémoires d'Hadrien) (Forum, 1953)
- Simone Weil: Att slå rot (L'enracinement) (Bonnier, 1955)
- Marcel Proust: På spaning efter den tid som flytt (À la recherche du temps perdu) (Bonnier, 1964–1982)
- Paul Claudel: Korsets väg (Le chemin de la croix) (Proprius, 1983)
- Isacco di Ninive: Andliga tal (Proprius, 1992)